# Stormyrtjärnarna (Degerfors socken, Västerbotten, 716993-168733)
Stormyrtjärnarna är en sjö i Vindelns kommun i Västerbotten och ingår i Sävaråns huvudavrinningsområde.